# Fættenfjord
Der Fættenfjord ist ein östlicher Ausläufer des Trondheimfjords in der norwegischen Provinz Trøndelag. 

## Geografie
Er befindet sich nordöstlich von Trondheim auf dem Gebiet der Gemeinden Stjørdal und Levanger und schließt in allgemein nordöstlicher Richtung an den Åsenfjord an, einen Teilabschnitt des Trondheimfjords in dessen Südbereich. Der etwa 2 km lange Fjord ist an seinem Eingang etwa 750 m breit und verjüngt sich stetig bis zu seinem Ende im Nordosten. Die Wassertiefe beträgt am Eingang im Südwesten etwa 60 m, ansonsten meist zwischen 30 und 45 m. Der Fjord ist an beiden Seiten von hohen Bergketten eingerahmt.
Die Europastraße 6 und eine Eisenbahnlinie verlaufen entlang des gesamten östlichen Ufers des Fættenfjords.

## DieTirpitzim Fættenfjord

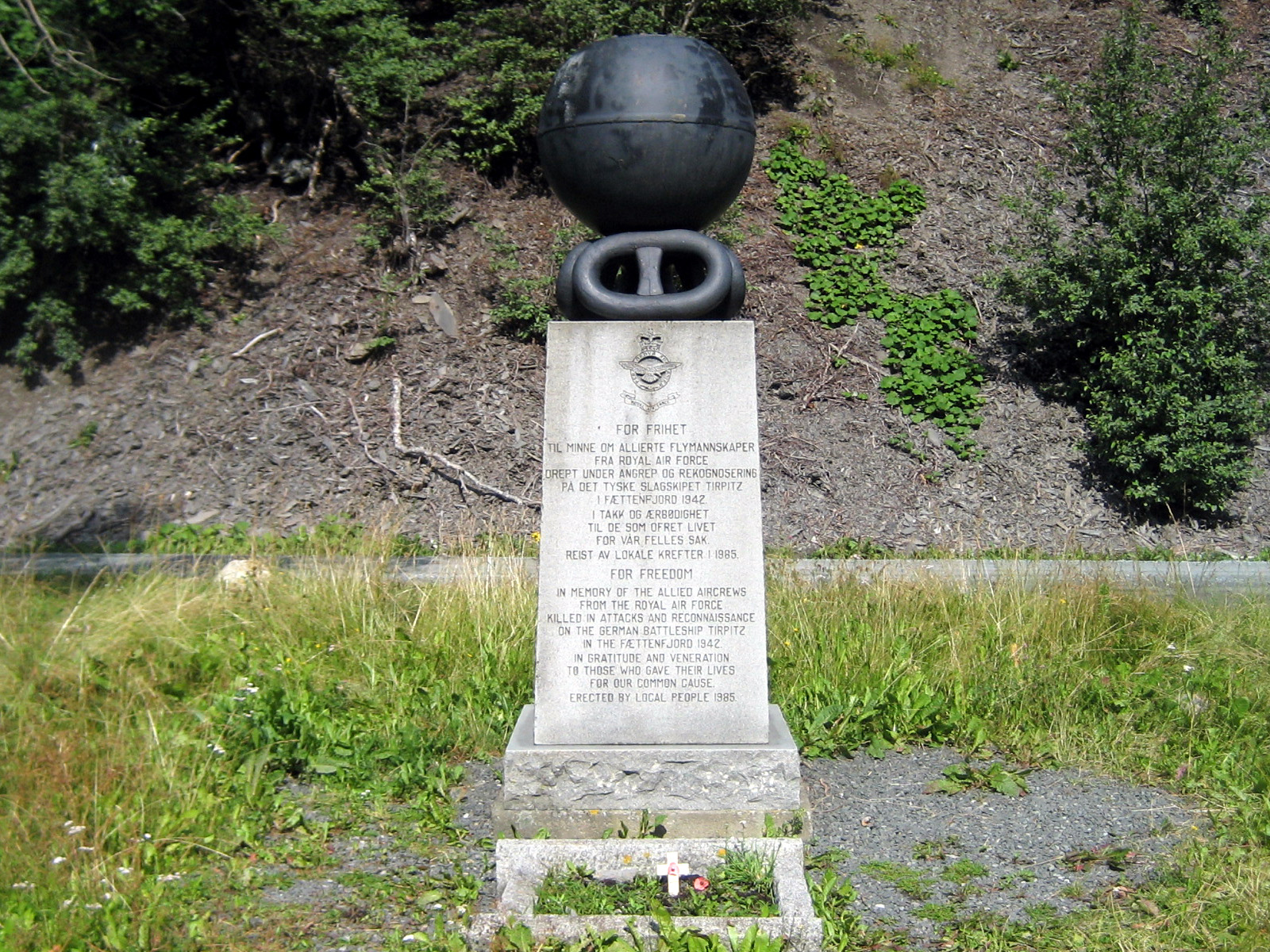
Denkmal am Fættenfjord für die britischen Flugzeugbesatzungen, die 1942 bei Angriffen auf die Tirpitz ihr Leben verloren

Vom 16. Januar bis zum 2. Juli 1942 und dann noch einmal von Ende Januar bis 11. März 1943 ankerte das deutsche Schlachtschiff Tirpitz, gut getarnt und von Flugabwehrbatterien beschützt, in einem Netzkasten am steilen Nordufer des Fættenfjords. 
Diese Lage in dem dort weniger als 200 m breiten Fjord machte Luftangriffe auf das Schiff sehr schwierig, und vier Angriffe der Royal Air Force im Frühjahr 1942 mit Bomben und Minen waren erfolglos. 17 Bomben- und Jagdflugzeuge gingen dabei verloren, und 64 Mann ihrer Besatzungen verloren ihr Leben.
Etwa 700 m nordöstlich vom Ankerplatz der Tirpitz entfernt, am Ende des Fættenfjords in der Gemeinde Levanger, steht seit 1985 ein Denkmal für die Flugzeugbesatzungen, die 1942 bei den Angriffen auf die Tirpitz ums Leben kamen. Das Denkmal ist aus Granit und ist gekrönt mit drei Gliedern der Ankerkette des Schlachtschiffs, auf denen eine der auf das Schiff abgeworfenen 45-Kilogramm-Minen des Typs Mk XIX ruht.